# إسحاق بن علي الرهاوي
إسحاق بن علي الرهاوي (القرن الثالث / التاسع الميلادي) هو طبيب عربي. وُلدَ مسيحيًا من الطائفة النسطورية، وعلى الأرجح كان لا يزال مسيحيًا عندما ألّفَ أعماله، على الرغم من التأثير القوي للإسلام عليها.
قال ابن أبي أصيبعة في طبقاته «كان طبيباً متميزاً عالماً بكلام جالينوس وله أعمال جيدة في صناعة الطب». من آثاره: أدب الطبيب (طبع بتحقيق من مريزن سعيد مريزن عسيري - الطبعة الأولى - 1412 هـ / 1992 م - مركز الملك فيصل للبحوث والدراسات الإسلامية).